# Wilne (obwód iwanofrankiwski)
Wilne (ukr. Вільне) – wieś na Ukrainie, w obwodzie iwanofrankiwskim, w rejonie tłumackim. W 2001 roku liczyła 89 mieszkańców.